# Parafia św. Jana Kantego w Częstochowie
Parafia św. Jana Kantego w Częstochowie – parafia rzymskokatolicka w dekanacie Częstochowa – św. Wojciecha, archidiecezji częstochowskiej.

## Rys historyczny
10 września 1986 r. biskup Stanisław Nowak na osiedlu A i D dzielnicy Północ ustanowił ośrodek duszpasterski pod wezwaniem św. Jana Kantego. Duszpasterzem został ks. Jan Wajs.
15 maja 1987 r. biskup Stanisław Nowak erygował parafię wyłączając jej teren z parafii św. Wojciecha BM. Do października 1988 r. wierni uczęszczali do kaplicy będącej na terenie parafii św. Maksymiliana Marii Kolbego.
Po przezwyciężeniu trudności ze strony władz administracyjno-politycznych przeniesiono kaplicę na teren własnej parafii przy ul. Czecha. Wkrótce rozpoczęto budowę plebanii i domu katechetycznego. W stanie surowym poświęcone zostały 13 października 1992 r.
11 września 1993 r. nowy proboszcz, ks. Marek Kundzicz rozpoczął wykopy pod fundamenty nowego kościoła. W czerwcu 2000 r. ukończono krycie kościoła blachą dachówkową "regola". 11 września 2000 r. arcybiskup Stanisław Nowak rytem zwykłym poświęcił kościół.
Dnia 10 września 2005 r. ks. arcybiskup Stanisław Nowak Metropolita Częstochowski poświęcił ołtarz i kościół. W roku 2009 zakupiono ławki do kościoła.
20 października 2009 roku w Święto patrona parafii ks. biskup Jan Wątroba poświęcił nowy obraz Świętego Jana Kantego w nawie bocznej kościoła.